# Rival 22
Rival 22 är en 4-5 mans segelbåt. Skrovet är byggt i glasfiberarmerad polyester (plast). 

## Historia
Rival 22:an ritades av båtkonstruktör Erik Liedstrand på uppdrag av båtbyggaren Georg Hedlund år 1973. Båtmodellen bygger på 1945 års skärgårdskryssarregel. 

Tanken var att båten skulle kunna amatörbyggas för att begränsa de under senare tid alltmer ökande båtpriserna.
 Hos båtbyggare Georg Hedlund i Södertälje färdigställdes år 1973-74 pluggar till skrov, däck, köl samt luckor etc. gjutformar har därpå framställts i vilka byggnationen av idag ca 220 båtar har utförts.

## Båttypen
Rival 22an är en långsmal välseglande entypsbåt som bygger på den svenska skärgårdskryssarregeln. Båten är en typisk 70tals båt där man ville ha en kompromiss mellan kappsegling och familjesegling. Båten är något underriggad varför den tål ganska hård vind utan att man behöver byta segel eller reva segel. Rivalen har 7/8-dels genomgående mast eller, som vanligast är, mast stående på rufftaket. Masten har raka spridare och backstag. Båten har innanpåliggande roder, är fenkölad och har lätt negativ akter. Det finns fem kojer.

## Källhänvisningar
- Sailguide Rival 22
- Maringuiden Nordic AB Rival 22